# Alive (EP của Big Bang)
Alive là EP tiếng Hàn thứ năm của nhóm nhạc nam Hàn Quốc Big Bang. EP được chính thức phát hành vào ngày 29 tháng 2 năm 2012 thông qua hãng thu âm YG Entertainment. Hai trong số các thành viên của Big Bang, G-Dragon và T.O.P lần lượt viết nhạc và lời cho gần như tất cả các bài hát trong EP. EP bao gồm ba đĩa đơn, "Blue", "Fantastic Baby" và "Bad Boy". Một phiên bản tái phát hành của EP mang tên Still Alive được phát hành vào ngày 3 tháng 6 năm 2012 với đĩa đơn mới mang tên "Monster". Cả hai phiên bản EP cũng như các đĩa đơn đạt được nhiều thành công tại Hàn Quốc, trong khi EP Alive trở thành album K-Pop đầu tiên xếp hạng trên bảng xếp hạng Billboard 200 của Hợp chúng quốc Hoa Kỳ.

## Phát hành và quảng bá
Vào ngày 27 tháng 1 năm 2012, danh sách bài hát và tên gọi của EP sắp ra mắt của Big Bang, Alive được hé lộ. Nhà sản xuất, rapper Teddy Park của YG Entertainment và G-Dragon sản xuất phần lớn âm nhạc của EP với sự giúp đỡ của DJ Murf và Peejay. G-Dragon cũng viết lời cho phần lớn các bài hát trong album với sự giúp đỡ của T.O.P. và Teddy Park.
"Blue" được phát hành vào ngày 22 tháng 2 năm 2012 và là đĩa đơn chủ đề của EP. Ngay sau đó Big Bang đăng tải preview của các ca khúc còn lại lên YouTube vào mỗi này từ 23 đến 28 tháng 2. Nhóm cũng chính thức thông báo về chuyến lưu diễn Big Bang Alive World Tour để quảng bá cho album.
EP Alive và đĩa đơn thứ hai "Bad Boy" được chính thức phát hành vào ngày 29 tháng 2 năm 2012. "Fantastic Baby", đĩa đơn thứ ba, được phát hành vào ngày 7 tháng 3 năm 2012. Các hoạt động quảng bắt đầu trên sóng truyền hình vào ngày 11 tháng 3 năm 2012, trong chương trình âm nhạc Inkigayo trên kênh SBS.
EP được tái phát hành dưới dạng đặc biệt mang tên Still Alive vào ngày 3 tháng 6 năm 2012 với các ca khúc mới trong đó có đĩa đơn "Monster". "Blue", "Bad Boy", "Fantastic Baby", và "Monster" cũng được thu âm với lời bài hát bằng tiếng Nhật và có mặt trong album phòng thu tiếng Nhật Alive.

## Diễn biến xếp hạng

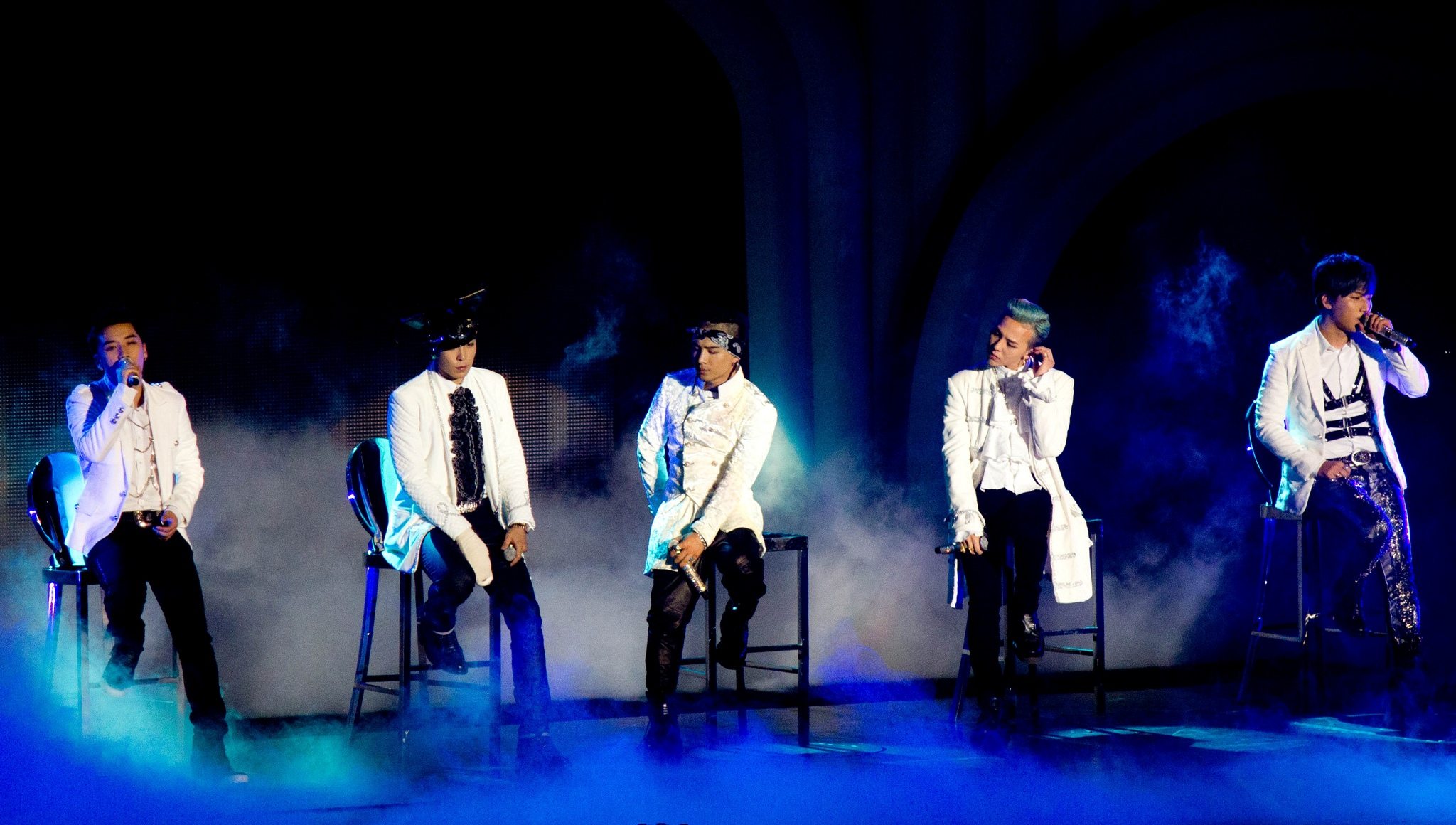
Big Bang biểu diễn trong Big Bang Alive Tour 2012

Alive là album tiếng Hàn đầu tiên được xếp hạng trên bảng xếp hạng Billboard 200 và vào thời điểm phát hành, album giữ kỉ lục album K-Pop bán chạy nhất tại Hoa Kỳ khi bán ra trên 4.100 bản trong tuần đầu phát hành. Album cũng xếp ở vị trí thứ 4 trên bảng xếp hạng Billboard Heatseekers Albums, thứ 22 trên bảng xếp hạng Independent Albums, và thứ 4 trên bảng xếp hạng World Albums. Album cũng vươn tới vị trí thứ 6 trên bảng xếp hạng hàng tuần Oricon của Nhật với tư cách là một EP tiếng Hàn. Album kết thúc năm 2012 ở vị trí số 2 trên bảng xếp hạng cuối năm của Gaon.
Đĩa đơn chủ đề "Blue" trở thành quán quân trên Gaon Digital Chart và Billboard K-Pop Hot 100, và kết thúc năm ở vị trí 10 trên bảng xếp hạng Gaon. "Bad Boy" đứng ở vị trí thứ 2 trên Gaon Digital Chart hàng tuần và thứ ba trên Billboard K-Pop Hot 100. Bài hát kết thúc năm 2012 ở vị trí thứ 59 trên Gaon. "Fantastic Baby" tiến tới vị trí số 3 trên Gaon Chart của Hàn Quốc và thứ 3 trên Billboard K-Pop Hot 100. "Monster" trở thành đĩa đơn thứ hai sau "Blue" đạt vị trí số 1 trên Gaon Digital Chart hàng tuần và Billboard K-Pop Hot 100. Album đạt vị trí 14 trên bảng xếp hạng cuối năm của Gaon.
Vào ngày 9 tháng 3 năm 2012, Big Bang chiếm tới 5 trong 10 vị trí đầu bảng của Billboard K-Pop Hot 100 với "Blue", "Bad Boy", "Fantastic Baby", "Ain't No Fun", và "Love Dust".

## Ý kiến phê bình và tiếp nhận của công chúng
Video âm nhạc của "Fantastic Baby" là một trong những video âm nhạc K-pop được xem hiều nhất năm 2012, và tính đến tháng 5 năm 2015, video thu hút trên 150 triệu lượt xem,
Arirang TV News xem "Fantastic Baby" như một trong những "hit khủng" nhất của Big Bang. Kevin Perry từ ấn phẩm về âm nhạc của Anh NME viết rằng video thể hiện hình ảnh nhóm trong trang phục khác thường theo kiểu nổi loạn, còn đoạn điệp khúc "boom shakalaka" phần nào gợi lên phong cách âm nhạc của Sly and The Family Stone. The Daily Telegraph khuyến khích độc giả của họ thử nghe "Fantastic Baby" của Big Bang, "những người có video cạnh tranh với Lady Gaga về độ quái dị và thái quá." The Vancouver Sun cho rằng bài hát "dễ dàng là một trong những video pop màu sắc nhất chúng ta từng xem trong thời gian gần đây, kết hợp nghệ thuật kiểu RPG, trang phục nổi loạn, những yếu tố steampunk và vẻ nghênh ngang của pop đường phố."

## Danh sách bài hát
| Alive            | Alive                                  | Alive                       | Alive                       | Alive            | Alive      |
| STT              | Nhan đề                                | Phổ lời                     | Phổ nhạc                    | Hòa âm           | Thời lượng |
| ---------------- | -------------------------------------- | --------------------------- | --------------------------- | ---------------- | ---------- |
| 1.               | "Intro (Alive)"                        | G-Dragon, Teddy Park, T.O.P | Dee.P, G-Dragon, Teddy Park | Dee.P            | 0:48       |
| 2.               | "Blue"                                 | G-Dragon, Teddy Park, T.O.P | Teddy, G-Dragon             | Teddy            | 3:53       |
| 3.               | "Love Dust" (사랑먼지; Sarangmeonji)   | G-Dragon, Teddy Park, T.O.P | G-Dragon, Teddy Park        | Teddy            | 3:52       |
| 4.               | "Bad Boy"                              | G-Dragon, T.O.P             | G-Dragon, Choice37          | Choice 37        | 3:57       |
| 5.               | "Ain't No Fun" (재미없어; Jaemieobseo) | G-Dragon, T.O.P             | G-Dragon, DJ Murf, Peejay   | DJ Murf, Peejay  | 3:42       |
| 6.               | "Fantastic Baby"                       | G-Dragon, T.O.P             | Teddy Park, G-Dragon        | Teddy Park       | 3:51       |
| 7.               | "Wings" (날개; Nalgae) (Daesung solo)  | G-Dragon, Daesung           | G-Dragon, Choi Pil Kang     | Choi Pil Kang    | 3:43       |
| Tổng thời lượng: | Tổng thời lượng:                       | Tổng thời lượng:            | Tổng thời lượng:            | Tổng thời lượng: | 23:41      |

| Phiên bản Alive bonus track trên iTunes Store | Phiên bản Alive bonus track trên iTunes Store | Phiên bản Alive bonus track trên iTunes Store | Phiên bản Alive bonus track trên iTunes Store | Phiên bản Alive bonus track trên iTunes Store |
| STT                                           | Nhan đề                                       | Phổ nhạc                                      | Hòa âm                                        | Thời lượng                                    |
| --------------------------------------------- | --------------------------------------------- | --------------------------------------------- | --------------------------------------------- | --------------------------------------------- |
| 8.                                            | "Blue" (Nhạc khí)                             | Teddy Park, G-Dragon                          | Teddy Park                                    | 3:52                                          |
| 9.                                            | "Bad Boy" (Nhạc khí)                          | G-Dragon, Choice 37                           | Choice 37                                     | 3:57                                          |
| 10.                                           | "Fantastic Baby" (Nhạc khí)                   | Teddy Park, G-Dragon                          | Teddy Park                                    | 3:48                                          |
| Tổng thời lượng:                              | Tổng thời lượng:                              | Tổng thời lượng:                              | Tổng thời lượng:                              | 35:18                                         |

| Phiên bản Still Alive – Special Edition | Phiên bản Still Alive – Special Edition         | Phiên bản Still Alive – Special Edition | Phiên bản Still Alive – Special Edition | Phiên bản Still Alive – Special Edition | Phiên bản Still Alive – Special Edition |
| STT                                     | Nhan đề                                         | Phổ lời                                 | Phổ nhạc                                | Hòa âm                                  | Thời lượng                              |
| --------------------------------------- | ----------------------------------------------- | --------------------------------------- | --------------------------------------- | --------------------------------------- | --------------------------------------- |
| 1.                                      | "Still Alive"                                   | G-Dragon, Teddy Park, T.O.P             | Dee.P, G-Dragon, Teddy Park             | Dee.P                                   | 3:18                                    |
| 2.                                      | "Monster"                                       | G-Dragon, T.O.P                         | G-Dragon, Choi Pil Kang                 | Choi Pil Kang, Dee.P                    | 3:51                                    |
| 3.                                      | "Feeling" (Bản tiếng Hàn)                       | G-Dragon, T.O.P                         | Boys Noize, G-Dragon, T.O.P             | Boys Noize                              | 3:35                                    |
| 4.                                      | "Fantastic Baby"                                | G-Dragon, T.O.P                         | Teddy Park, G-Dragon                    | Teddy Park                              | 3:52                                    |
| 5.                                      | "Bad Boy"                                       | G-Dragon, T.O.P                         | G-Dragon, Choice 37                     | Choice 37                               | 3:58                                    |
| 6.                                      | "Blue"                                          | G-Dragon, Teddy Park, T.O.P             | Teddy Park, G-Dragon                    | Teddy Park                              | 3:55                                    |
| 7.                                      | "Round and Round" (빙글빙글; Binggeul Binggeul) | G-Dragon, T.O.P                         | Teddy Park, G-Dragon, Seo Won Jin       | Teddy Park, Seo Won Jin                 | 3:00                                    |
| 8.                                      | "Ego" (Bản tiếng Hàn)                           | G-Dragon, T.O.P                         | G-Dragon, Ham Seung Chun, Kang Wook Jin | Ham Seung Chun, Kang Wook Jin           | 3:25                                    |
| 9.                                      | "Love Dust" (사랑먼지; Sarangmeonji)            | G-Dragon, Teddy Park, T.O.P             | G-Dragon, Teddy Park                    | Teddy                                   | 3:51                                    |
| Tổng thời lượng:                        | Tổng thời lượng:                                | Tổng thời lượng:                        | Tổng thời lượng:                        | Tổng thời lượng:                        | 32:45                                   |

| Phiên bản Still Alive bonus track trên iTunes Store | Phiên bản Still Alive bonus track trên iTunes Store | Phiên bản Still Alive bonus track trên iTunes Store | Phiên bản Still Alive bonus track trên iTunes Store | Phiên bản Still Alive bonus track trên iTunes Store | Phiên bản Still Alive bonus track trên iTunes Store |
| STT                                                 | Nhan đề                                             | Phổ lời                                             | Phổ nhạc                                            | Hòa âm                                              | Thời lượng                                          |
| --------------------------------------------------- | --------------------------------------------------- | --------------------------------------------------- | --------------------------------------------------- | --------------------------------------------------- | --------------------------------------------------- |
| 10.                                                 | "Monster" (Nhạc khí)                                |                                                     | G-Dragon, Choi Pil Kang                             | Choi Pil Kang, Dee.P                                | 3:50                                                |
| 11.                                                 | "Monster" (Acapella)                                | G-Dragon, T.O.P                                     | G-Dragon, Choi Pil Kang                             | Choi Pil Kang, Dee.P                                | 3:50                                                |
| Tổng thời lượng:                                    | Tổng thời lượng:                                    | Tổng thời lượng:                                    | Tổng thời lượng:                                    | Tổng thời lượng:                                    | 40:05                                               |

## Xếp hạng
| Năm  | Quốc gia | Bảng xếp hạng                | Vị trí cao nhất |
| ---- | -------- | ---------------------------- | --------------- |
| 2012 | Nhật Bản | Oricon Hàng tuần             | 6               |
| 2012 | Nhật Bản | Oricon Hàng tháng            | 33              |
| 2012 | Hàn Quốc | Gaon Hàng tuần               | 1               |
| 2012 | Hàn Quốc | Gaon Hàng tháng              | 1               |
| 2012 | Hàn Quốc | Gaon Cuối năm                | 2               |
| 2012 | Đài Loan | G-Music Combo Chart          | 1               |
| 2012 | Hoa Kỳ   | Billboard 200                | 150             |
| 2012 | Hoa Kỳ   | Billboard Heatseekers Albums | 4               |
| 2012 | Hoa Kỳ   | Billboard Independent Albums | 22              |
| 2012 | Hoa Kỳ   | Billboard World Albums       | 4               |
| 2013 | Hàn Quốc | Gaon Hàng tuần               | 19              |
| 2013 | Hàn Quốc | Gaon Hàng tháng              | 58              |
| 2014 | Hàn Quốc | Gaon Hàng tuần               | 69              |
| 2015 | Hàn Quốc | Gaon Hàng tuần               | 75              |

| Năm  | Quốc gia | Bảng xếp hạng       | Vị trí cao nhất |
| ---- | -------- | ------------------- | --------------- |
| 2012 | Hàn Quốc | Gaon Hàng tuần      | 1               |
| 2012 | Hàn Quốc | Gaon Hàng tháng     | 1               |
| 2012 | Hàn Quốc | Gaon Cuối năm       | 6               |
| 2012 | Đài Loan | G-Music Combo Chart | 2               |
| 2013 | Hàn Quốc | Gaon Hàng tuần      | 10              |
| 2013 | Hàn Quốc | Gaon Hàng tháng     | 29              |
| 2013 | Hàn Quốc | Gaon Cuối năm       | 90              |
| 2014 | Hàn Quốc | Gaon Hàng tuần      | 53              |
| 2014 | Hàn Quốc | Gaon Hàng tháng     | 77              |
| 2015 | Hàn Quốc | Gaon Hàng tuần      | 90              |

### Doanh số
| Quốc gia | Doanh số                        |
| -------- | ------------------------------- |
| Hàn Quốc | - 266.848 (2012) - 4.730 (2013) |
| Nhật     | 26.914                          |
| Hoa Kỳ   | 4.100+                          |
| Đài Loan | 35.000+                         |

| Bảng xếp hạng | Doanh số                                        |
| ------------- | ----------------------------------------------- |
| Hàn Quốc      | - 148.030 (2012) - 15.610 (2013) - 2.718 (2014) |
| Nhật          | 9.000+                                          |
| Đài Loan      | 20.000+                                         |

## Lịch sử phát hành
| Quốc gia      | Ngày                              | Hãng thu âm         | Định dạng                |
| ------------- | --------------------------------- | ------------------- | ------------------------ |
| Hàn Quốc      | 29 tháng 2 năm 2012               | YG Entertainment    | Tải nhạc kĩ thuật số, CD |
| Toàn thế giới | 29 tháng 2 năm 2012               | YG Entertainment    | Tải nhạc kĩ thuật số     |
| Đài Loan      | 27 tháng 3 năm 2012               | Warner Music Taiwan | CD                       |
| Hàn Quốc      | 3 tháng 6 năm 2012 (Still Alive)  | YG Entertainment    | Tải nhạc kĩ thuật số     |
| Toàn thế giới | 3 tháng 6 năm 2012 (Still Alive)  | YG Entertainment    | Tải nhạc kĩ thuật số     |
| Hàn Quốc      | 6 tháng 6 năm 2012 (Still Alive)  | YG Entertainment    | CD                       |
| Đài Loan      | 29 tháng 6 năm 2012 (Still Alive) | Warner Music Taiwan | CD                       |